# Ruxandra Donose
Ruxandra Donose (* 2. September 1964 in Bukarest) ist eine rumänische Opernsängerin (Mezzosopran).

## Leben
Ruxandra Donose studierte Gesang und Klavier am Konservatorium in Bukarest.
1990 gewann sie den zweiten Preis beim ARD-Wettbewerb in München. Danach folgte ein erstes Auslandsengagement in Basel. Ab 1992 war sie Mitglied der Wiener Volks- und Staatsoper. Von hier aus entwickelte sich eine rasante, internationale Karriere sowohl als Opernsängerin (Covent Garden, Opera Bastille, Metropolitan Opera, Salzburger Festspiele etc.) als auch als Lied- und Oratoriuminterpretin.
Ruxandra Donose gilt als ausgezeichnete Belcanto-Sängerdarstellerin, aber auch als eine der führenden Interpretinnen des französischen und des Mozartschen Mezzofachs. Ihre Stimme zeichnet sich durch einen dunklen, warmen Ton, extreme Beweglichkeit und eine leichte, strahlende Höhe aus.
Seit 1. Oktober 2022 ist sie Professorin für Gesang an der Anton Bruckner Privatuniversität in Linz.
Ruxandra Donose lebt mit ihrem Mann und ihren zwei Kindern in Wien.